# Manuel Blancafort
Manuel Blancafort de Roselló (La Garriga (Barcelona)  12 de agosto de 1897-Barcelona, 8 de enero de 1987) fue un compositor español.
Considerado uno de los compositores catalanes más importantes del siglo XX, su obra para piano es muy destacada pero además cuenta con un repertorio sinfónico significativo y reconocido internacionalmente. Obtuvo la Creu de Sant Jordi que otorga la Generalidad de Cataluña en 1982. 
El fondo musical y personal de Manuel Blancafort se conserva en la Biblioteca de Cataluña. 

## Biografía
Sus padres fueron Joan Baptista Blancafort y Carme Rosselló, él fue el cuarto de los diez hijos que tuvo el matrimonio. Su padre, un hombre de erudita formación y especialista en música coral, fue quien dirigió las primeras aptitudes musicales de su hijo Manuel. Su infancia transcurrió en el Balneario Blancafort de La Garriga, establecimiento de aguas termales de gran importancia propiedad de la familia, que fue visitado por importantes intelectuales y políticos catalanes de las primeras décadas del siglo XX, como Santiago Rusiñol, Josep Carner, Francesc Cambó, Jacint Verdaguer, Eugeni d'Ors o Josep Maria de Sagarra.
Un hecho crucial en su formación musical es el hecho de que su padre fundó en La Garriga la fábrica La Victoria de rollos para pianola, una las pioneras en España. Esta industria llegó a exportar rollos para pianolas por todo el mundo y se convirtió una auténtica escuela para Manuel Blancafort donde trabajó trasladando las notas de los pentagramas a las cintas continuas de la pianola. Además, tuvo la oportunidad de conocer de primera mano el repertorio musical de la época y viajar a Estados Unidos como representante de la empresa.
Más tarde siguió estudios con el maestro Joan Lamote de Grignon. Con el compositor Federico Mompou compartió amistad y una sólida relación musical.
Manuel Blancafort se casó en 1921 con Helena París -una prometedora violinista que abandonó su carrera para formar una familia- y tuvieron once hijos. La familia numerosa y el cierre de la fábrica La Victoria le obligó a trabajar en diversos negocios y empresas. Junto a su familia vivió en La Garriga hasta el fin de la guerra civil española, momento en que se instaló en una casa del barrio de Sarriá en Barcelona.

## Obra musical
Influido por el impresionismo francés se dio a conocer internacionalmente con el estreno en París de El Parque de atracciones. Más tarde evolucionó hacia una sólida profundidad clásica. Escribió obra sinfónica, conciertos para pianos y destacados cuartetos. Algunas de sus obras son: 
- Sonatina antigua (1929)
- Concerto omaggio (1944)
- Concierto ibérico (1946)
- Cuarteto de Pedralbes (1949)
- Simfonía en mi mayor (1950)
- Rapsodia catalana (1953)
- Evocaciones (1969)
- Cantata a la Virgen María (1965) premiada por el Orfeón Catalán.

También es autor de dos sardanas:
- La Virgen de Palau-solità
- Sardana sinfónica.

## Memoria
- Des de 2018, un busto de Manuel Blancafort, realizado por el escultor catalán Eudald de Juana puede verse en la galería de personajes ilustres del Palau de la Música Catalana de Barcelona.[2]